# Giving Tuesday

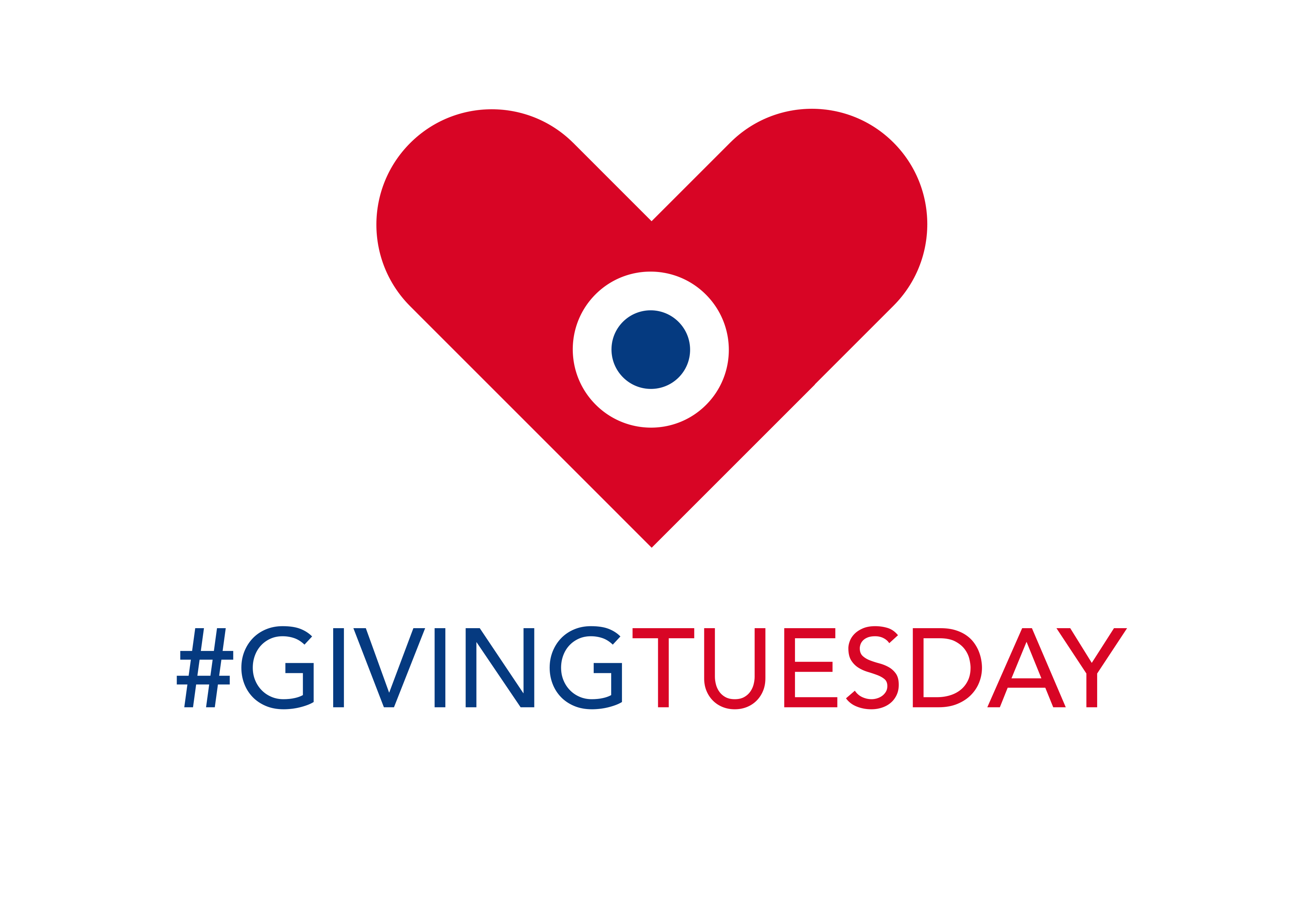
Logo utilisée pour la mobilisation française de Giving Tuesday.

GivingTuesday, souvent référencé « #GivingTuesday » sur les réseaux sociaux, ou Mardi je donne au Canada, est une campagne mondiale qui, chaque année, met en avant la générosité et mobilise des millions de personnes en faveur d’un engagement social.

## Présentation
GivingTuesday est une journée internationale de charité, observée au début des fêtes de fin d'année, le mardi entre le 27 novembre et le 3 décembre. Ce mouvement mondial encourage et multiplie le don et l'engagement. L'idée centrale est de consacrer une journée au don sous toutes ses formes : argent, temps (bénévolat), sang, nourriture, objets, etc.
Le succès de GivingTuesday repose sur la mobilisation de tous : les entreprises lancent des activités de don ou mettent leurs employés à disposition pour du travail bénévole, les écoles organisent des courses aux dons et les commerces vendent des produits dont les recettes seront reversées à des œuvres d'entraide.

## Histoire, origine
Le Giving Tuesday s'inscrit dans un objectif de célébration de la solidarité.
Giving Tuesday a été lancé en 2012 par la communauté newyorkaise 92nd Street Y (en) et la Fondation des Nations unies en réponse au consumérisme de l'après-Thanksgiving : le Black Friday et le Cyber Monday.
Au Québec, ce jour est appelé : « Mardi je donne ». En France, l'expression en anglais est utilisée depuis 2018, année de la première édition française de l'événement, soutenue notamment par Reporters sans frontières, la fondation Abbé-Pierre, l'Unicef et l'Armée du salut.
En France, le mouvement Giving Tuesday est coordonné depuis la toute première édition par l'Association française des Fundraisers, qui fédère des professionnels de la collecte dans tous les secteurs de l'intérêt général.